# Хроніка короля Афонсу V
«Хро́ніка короля́ Афо́нсу V» (порт. Chronica d'el rey D. Affonso V) — офіційна португальська хроніка, що присвячена правлінню короля Афонсу V. Написана близько 1504 року. Автор — португальський хроніст Руй де Піна. Вперше опублікована у Лісабоні 1790 року Лісабонською академією наук, в «Колекції невиданих книг з португальської історії». Репринтне видання вийшло в 1901—1902 роках у серії «Бібліотека португальської класики». Рукопис зберігається у Національній бібліотеці Португалії.

## Назва
- «Хроніка короля Афонсу, 5-го з таким іменем, і дванадцятого серед королів Португалії» — оригінальна рукописна назва.
- «Хроніка пана-короля Афонсу V» — назва видання 1790 року.
- «Хроніка короля Афонсу V» — коротка назва.

## Видання
- Pina, Ruy de. Chronica do Senhor Rey D. Affonso V // Collecção de livros ineditos de historia portugueza / ed. J.F. Correia da Serra. Lisbon: Academia das Ciências de Lisboa, 1790. T. 1. p. 195—609.
- Pina, Ruy de. Chronica d'el Rey D. Affonso V // Collecção de livros ineditos de historia portugueza / repr. ed. Gabriel Pereira. Lisbon: Escriptorio, 1901—1902. T. 1-3.
  - 1901. T. 1 (Bibliotheca de clássicos portuguezes; 29)  [Архівовано 4 квітня 2019 у Wayback Machine.]
  - 1902. T. 2 (Bibliotheca de clássicos portuguezes; 30)  [Архівовано 29 листопада 2018 у Wayback Machine.]
  - 1902. T. 3 (Bibliotheca de clássicos portuguezes; 31)  [Архівовано 29 грудня 2018 у Wayback Machine.]